# 마누엘 카스텔
마누엘 카스텔(스페인어: [kaˈsteʎs] 마누엘 카스텔스, 1942년 2월 9일~)은 스페인의 사회학자로 정보화 사회, 커뮤니케이션 그리고 세계화에 대한 연구로 유명하다.
사회과학인용색인의 2000-2014년 조사에서 그는 사회과학 학자 중에서는 세계에서 다섯 번째로 많이 인용되었고 커뮤니케이션 학자 중에서는 가장 많이 인용된 것으로 조사되었다.
2012년에는 "네트워크 사회에서의 도시와 세계경제의 정치적 역학에 대한 이해에 지대한 영향을 미친 공로"로 홀버그상을 수상하였다. 2013년에 그는 사회 분야에서 발찬상을 수상하였다.

## 생애
마누엘 카스텔은 본래 라만차에서 자랐지만 훗날 바르셀로나로 이주해 법과 경제학을 공부하였다. 보수적인 가정에서 자란 기억에 대해 그는 이렇게 회고하였다.
제 부모님은 매우 좋은 부모님이셨습니다. 보수적인 가정이었죠 — 매우 보수적이었어요. 그렇지만 그 분들 외에 내 성격을 형성하는데 중요한 역할을 한 것은 파시스트 스페인에서 성장했다는 겁니다. 그게 무슨 의미인지 젊은 세대가 이해하는 것은 스페인의 젊은 세대에게도 어려울 거예요. 당신을 둘러싼 모든 환경에 저항해야만 하고, 당신 자신이 되기 위해서는 열다서여섯 살부터 자신을 정치해야 하고 싸워야만 하니까요.
반 프랑코 학생운동에서 정치적으로 활발히 활동했던 그는 그로 인해 스페인에서 프랑스로 도망쳐야만 했다. 파리에서 그는 20세의 나이에 학사 학위를 얻은 뒤 파리 대학교에 진학해 사회학 박사 학위를 취득하였다. 24세에 강사로 일하기 시작한 그는 1967년부터 1979년까지 파리의 여러 대학에서 학생들을 가르쳤다. 그는 처음에 파리 제10대학교 낭테르에서 근무하였고 여기서 다니엘 콘 벤디트를 가르쳤으나, 1968년 학생 시위로 해고되었다. 그 뒤, 그는 사회과학고등연구원에서 1970년부터 1979년까지 근무하였다.
1979년 그는 캘리포니아 버클리 대학의 사회학 및 도시 및 지역계획학의 교수로 임명되어 2003년까지 재직하였다. 2001년에 그는 바르셀로나에 위치한 카탈루냐 개방대학교(UOC)에서 연구 정교수가 되었다. 2003년 남가주대 (USC) 아넨버그 커뮤니케이션 대학에 커뮤니케이션학 교수 및 월리스 아넨버그 석좌교수로 합류하였다. 그는 USC공공외교센터의 창립멤버 중 한 명이었으며, 해당 센터의 교원자문위원회 고위 위원으로 재직하고 있다. 또한 그는 아넨버그 국제커뮤니케이션 연구 네트워크의 일원이기도 하다.2008년부터 그는 유럽혁신기술연구소 집행위원회의 구성원으로 재직하고 있다.

## 일
사회학에서 그의 저작들은 경험적 연구와 도시사회학, 조직학, 인터넷 연구, 사회 운동, 문화사회학, 그리고 정치경제학을 결합한 것들이라고 할 수 있다. 네트워크 사회의 기원에 대해 그는 전자 인터넷 기술 전에 나타나는 기업의 네트워크 형태의 변화는 (보통) 네트워크 조직 형태와 연관되어 있다고 주장하였다. 가정이 변하는 네트워크 형태의 기업이 설립되기 전에 인터넷 기술은(보통)과 연결된 네트워크는 조직 형태(cf. 조직론). 또한 그는 세계화된 사회에서 사회적으로 배제되는 부차적 집단을 의미하는 학술 용어 "제 4세계"를 제시하였다. 이 용어는 보통 현대 산업 사회 규범의 바깥에 속하는 유목, 농업, 그리고 수렵 및 채집 사회를 의미한다.
그는 정보화 시대가 "인간 정신의 힘을 발휘"하게 해 개인의 생산성을 극적으로 높여 궁극적으로는 보다 더 많은 여가 시간을 누리게 되어 개개인의 "정신적 깊이가 더욱 깊어지게 하고 또한 높은 주변 의식을 가지게" 한다는 것이다. 그는 이러한 변화가 자원의 소비를 줄이는 긍정적인 영향을 미칠 것이라고 주장하였다. 정보화 시대, 소비의 시대, 그리고 네트워크 사회는 모두 현재 우리에게 알려져 있는 대로 현대의 삶을 설명하고 또한 사회의 미래를 묘사코자 하는 관점이다. 카스텔은 이러한 변화에 대해 "동적 네트워크에 기반한 사회구조 개념을 기준으로 할 경우에 사회에 대한 관점은 전통적으로 사회를 기구와 조직들로 이루어진 '기계'로 보는 '기계적 관점'과 사회를 각각의 특정한 기능을 가진 유기조직의 통합체로 보는 '유기주의 관점'이 있었으나, 분자생물학적 움직임을 보이는 상호작용적 네트워크로 보는 관점 또한 적용될 수 있다"고 보았다.
1970년대에 그는 지적 아버지 알랭 투렌의 길을 따라 탈공업 사회와 같이 논란이 많은 사회 변화 속에서의 사회 운동의 역할을 강조하는 마르크스주의 도시사회학의 한 갈래의 핵심 발제자로 활동하였다. 그는 국가의 간섭 속에서 경제적 측면에서 정치적 측면에 반영되는 다양한 범위의 사회적 투쟁을 포함하는 "대중 소비"(대중교통, 공공주택 등등)라는 개념을 제시하였다. 1980년대 초에 카스텔은 마르크스주의 구조를 넘어서 경제 재구성 과정에서의 새로운 기술의 역할에 집중하였다. 1989년 그는 세계 정보 네트워크에서 경제가 실시간으로 장거리에서 조정되는 과정의 물질 및 비물질적 구성요소인 "흐름의 공간"이라는 개념을 도입하였다. 1990년대에 그는 정보시대 경제,사회, 문화의 두 가지 연구 갈래를 결합해 정보시대 3부작인 네트워크 사회의 도래(1996), 정체성 권력(1997), 밀레니엄의 종언(1998)을 출판하였다. 이것이 대학 세미나에서 상당히 호의적으로 받아들여지고 2년 뒤, 초판본(1996)으로부터 40% 정도의 차이가 생긴 두 번째 판본이 출판되었다(2000).
생산, 권력, 그리고 경험이라는 세 가지 사회적 차원을 포함하는 정보시대: 경제, 사회, 문화는 경제의 조직과 국가, 그리고 그것의 기관들과 사람들이 집단 행동을 통해 삶 속에서 의미를 만들어 나가는 방법들이 사회 역학에서 바꿀 수 없는 요인임을 강조하였다. 즉, 이것들이 서로 구별되어 있는 것과 동시에 상호간에 연결되어 있는 존재로 이해되어야 한다는 것이다. 또한, 그는 인터넷 발전 분석에서 각자의 (상충되는) 이해관계에 따라서 경제적 하부구조를 형성하는 데에서의 국가의 역할(군사 및 학술 분야에서), 사회운동의 역할(해커와 사회 운동가), 그리고 비즈니스의 역할을 강조해 인정받는 인터넷 문화 이론가가 되었다. 정보시대 3부작은 그의 주장의 핵심이라 할 수 있다. "사회는 네트와 자아에 대한 양극구조를 중심으로 급속도로 형성되어가고 있다." 여기서 "네트"는 사회적 조직에서 수직적으로 통합된 위계를 대신해 지배적인 형태로 나타나는 네트워크 조직을 의미하고, "자아"는 지속적으로 변화하는 문화적 환경 속에서 사람들이 사회적 정체성을 재확인할 때 사용하는 방법과 의미를 뜻한다.

## 저작
마누엘 카스텔은 세계에서 가장 자주 인용되는 사회과학자이자 커뮤니케이션 학자이다. 그는 아래의 책들을 포함해 20권 이상의 책을 저술하였다.
- The Urban Question. A Marxist Approach (Alan Sheridan, translator). London, Edward Arnold (1977) (Original publication in French, 1972)
- City, Class and Power. London; New York, MacMillan; St. Martins Press (1978)
- The Economic Crisis and American Society. Princeton, NJ, Princeton UP (1980)
- The City and the Grassroots: A Cross-cultural Theory of Urban Social Movements. Berkeley: University of California Press (1983)
- Castells, Manuel (1989).《The Informational City: Information Technology, Economic Restructuring, and the Urban Regional Process》 [정보도시: 정보기술의 정치경제학] (영어). Oxford, UK; Cambridge, Massachusetts: Blackwell.
- Castells, Manuel (1994). 《Technopoles of the World : The Making of 21st Century Industrial Complexes》 [세계의 테크노폴: 21세기 산업단지 만들기] (영어). London, New York: Routledge.

- 정보 사회 3부작:

1. Castells, Manuel (1996). 《The Rise of the Network Society, The Information Age: Economy, Society and Culture Vol. I.》 [네트워크 사회의 도래] (영어). Cambridge, Massachusetts; Oxford, UK: Blackwell. ISBN 978-0-631-22140-1.
2. Castells, Manuel (1997). 《The Power of Identity, The Information Age: Economy, Society and Culture Vol. II.》 [정체성 권력] (영어). Cambridge, Massachusetts; Oxford, UK: Blackwell. ISBN 978-1-4051-0713-6.
3. Castells, Manuel (1998). 《End of Millennium, The Information Age: Economy, Society and Culture Vol. III》 [밀레니엄의 종언] (영어). Cambridge, Massachusetts; Oxford, UK: Blackwell. ISBN 978-0-631-22139-5.

- Castells, Manuel (2001). 《The Internet Galaxy, Reflections on the Internet, Business and Society》 [인터넷 갤럭시: 인터넷, 비즈니스, 사회적 성찰] (영어). Oxford, UK: Oxford University Press. ISBN 9780199255771.
- The Information Society and the Welfare State: The Finnish Model. Oxford UP, Oxford (2002) (공저자로 참여)
- Castells, Manuel & Himanen, Pekka (2004).《The Network Society: A Cross-Cultural Perspective》 [네트워크 사회: 비교문화 관점] (영어). Cheltenham, UK; Northampton, MA: Edward Elgar. ISBN 978-1-84542-435-0. (공저자이자 편집자로 참여)
- The Network Society: From Knowledge to Policy. Washington, DC, Center for Transatlantic Relations (2006) (co-editor)
- Castells, Manuel; Fernández-Ardèvol, Mireia; Qiu, Jack Linchuan & Sey, Araba (2006). 《Mobile Communication and Society: A Global Perspective》 [이동통신과 사회] (영어). Cambridge, Massachusetts: MIT Press. (공저자로 참여)
- Castells, Manuel (2009). 《Communication power》 [커뮤니케이션 권력 (마누엘 카스텔의)] (영어). Oxford, New York: Oxford University Press. ISBN 978-0-19-956704-1.
- Castells, Manuel; Caraça, João & Cardoso, Gustavo, 편집. (2012). 《Aftermath: the cultures of the economic crisis》 [여파: 경제위기는 우리 시대의 문화다] (영어). Oxford, UK: Oxford University Press. ISBN 978-0-19-965841-1. (공저자이자 편집자로 참여)
- Castells, Manuel (2012). 《Networks of Outrage and Hope. Social Movements in the Internet Age》 [분노와 희망의 네트워크: 인터넷 시대의 사회운동] (영어). Cambridge, Massachusetts: Polity Press. ISBN 978-0-74-566284-8.

학술지 논문
- Social Uses of Wireless Communications: The Mobile Information Society, co-author of the paper for the International Workshop on Wireless Communication Policies and Prospects: A Global Perspective, USC, 8–9 October 2004.
- Castells, M (2007) Communication, power and counter-power in the network society. International Journal of Communication 1(1): 238-66.
- Arsenault, A, and Castells, M. 2008. The structure and dynamics of global multimedia business networks. International Journal of Communication 2707-48.
- Arsenault, A & Castells, M. (2008) Switching power: Rupert Murdoch and the global business of media politics: A sociological analysis. International Sociology 23(4): 488.

## 추가 자료
- Susser, Ida. The Castells Reader on Cities and Social Theory. Oxford, Blackwell (2002)
- Castells, Manuel; Ince, Martin. Conversations with Manuel Castells. Oxford, Polity Press (2003)
- Stalder, Felix. Manuel Castells and the Theory of the Network Society. Oxford, Polity Press (2006)
- Howard, Phillip: Castells and the Media. Cambridge, Polity Press (2011)